# Вахоркин, Сергей Семёнович
Серге́й Семёнович Вахо́ркин (5 сентября 1909, Ембулатово, Тимбаевская волость, Буинский уезд Симбирская губерния (ныне — Буинский район Татарстана) — 16 ноября 2011) — советский нефтяник, Герой Социалистического Труда.

## Биография
Родился в крестьянской семье. После окончания средней школы сменил несколько мест работы, после чего стал работать в нефтеразведке «Сызраньнефть». Через несколько лет стал высококвалифицированным бурильщиком.
После начала Великой Отечественной войны нефтедобытчиков на фронт не брали. Стране срочно требовалась нефть для альтернативы замены кавказским промыслам, которые были частично отрезаны от остальной территории страны, частично повреждены. В январе 1942 года Сергей Вахоркин вместе с бригадой был переведён в зольненскую нефтеразведку. В декабре 1943 года в Зольном была найдена нефть.
Сергей Вахоркин вспоминал:
«Никогда не забуду, как прокладывалась дорога к первой буровой в Зольном. Морозы стояли лютые. Валили деревья, прокладывали трассу будущей дороги. Едва успевали убирать деревья, как двигались тягачи. Чтобы доставить по такой дороге буровой станок, требовалось три-четыре трактора.
А монтаж вышки вести как приходилось! Коснёшься случайно рукой металла — кожа отстаёт. Просыпаешься утром и чувствуешь: волосы примёрзли к стенке вагончика. Но мы понимали, что на фронте ещё тяжелее. Гордились, что в наступлении советских войск на запад и наша жигулёвская нефть помогает.»
Всю войну бригада Вахоркина частично состоявшая из женщин считалась одной из лучших, неоднократно занимала первые места в социалистических соревнованиях среди нефтяников. 6 июня 1945 года Указом Президиума Верховного Совета СССР С. С. Вахоркин был награждён медалью «За доблестный труд в Великой Отечественной войне 1941—1945 гг.»
Высокое профессиональное мастерство, знания и опыт помогали Вахоркину организовывать работу бригады и в мирное время. Обслуживаемые им скважины работали бесперебойно, добывая нефть по установленной геологической норме. Дополнительно к ней выдавались десятки тонн жидкого топлива за счёт сокращения сроков ремонтных работ, внедрения рационализаторских предложений. Помимо этого, Сергей Вахоркин активно обучал молодёжь, он подготовил более 50-ти квалифицированных специалистов по нефтедобыче. Был награждён многими почётными грамотами, благодарностями, ценными подарками.
Указом Верховного Совета СССР от 19 марта 1959 года за выдающиеся успехи, достигнутые в деле развития нефтяной и газовой промышленности Вахоркину Сергею Семёновичу присвоено звание Героя Социалистического Труда с вручением ордена Ленина и Золотой медали «Серп и молот».
В НГДУ «Жигулёвскнефть» было организовано соревнование комсомольских организаций на приз «Героя Социалистического труда С. С. Вахоркина».
В 1965 году вышел на пенсию, но по мере сил приходил на промыслы, давал советы молодёжи. Проживал в Солнечной Поляне, занимался пчеловодством. В 1977 году стал первым почётным гражданином города Жигулёвск.
В 2009 году поздравить Вахоркина с 100-летним юбилеем приехали мэр Жигулёвска Александр Курылин и депутат Государственной Думы России Анатолий Иванов.